# モンマスシャー
モンマスシャー （英語:Monmouthshire、ウェールズ語:Sir Fynwy）は、ウェールズ南東部のプリンシパル・エリア（州）。名前は歴史的カウンティのモンマスシャーから採られたもので、歴史的カウンティの東部60%程が現在のプリンシパル・エリアとなっている。1974年、州は廃止されグウェントの一部となったが、1996年、復活した。最大の都市はアバーガベニーで、アースクに議会がある。 